# Скорпионница обыкновенная
Скорпионница обыкновенная (лат. Panorpa communis) — вид насекомых из отряда скорпионниц.
Скорпионница обыкновенная буро-чёрного цвета с жёлтыми ногами и частью груди; у самца красноватый хоботок и конец брюшка. На крыльях чёрные пятна. Длина тела 13—15 мм, размах крыльев до 30 мм.
Водится почти во всей Европе и России, обыкновенно на кустах и деревьях. Самка кладёт яйца в землю, через 8 дней выходят личинки, которые в месяц достигают полного роста и затем зарываются глубже, создавая полость для окукливания. Там они лежат от 10 дней до 2 недель, затем окукливаются и через 2 недели превращаются во взрослое насекомое. В течение лета могут развиться два поколения, из которых последнее зимует в стадии личинки или куколки.